# Lądowisko Mielec
Lądowisko Mielec – lądowisko sanitarne w Mielcu, w województwie podkarpackim, położone przy ul. Żeromskiego 22. Przeznaczone jest do wykonywania startów i lądowań śmigłowców sanitarnych i ratowniczych w dzień i w nocy o dopuszczalnej masie startowej do 5700 kg. 
Płyta ma 1600 metrów kwadratowych. Obiekt wyposażony jest m.in. w lampy naprowadzające i odstraszacz ptaków. Heliport połączony jest ze szpitalem specjalną drogą dojazdową i bezpośrednim wejściem do placówki.
Zarządzającym lądowiskiem jest Szpital Powiatowy im. Edmunda Biernackiego. W roku 2012 zostało wpisane do ewidencji lądowisk Urzędu Lotnictwa Cywilnego pod numerem 100